# Cetățenie română
Cetățenia română este o instituție juridică a cărei naștere este legată de Codul Civil Cuza, promulgat la data de 4 decembrie 1864 prin Decretul nr. 1644 din 26 noiembrie 1864 și intrat în vigoare un an mai târziu.
Până la acea data singura lege care face mențiune despre o astfel de instituție este Regulamentul Organic. 
În textul său regăsim echivalentele terminologice specifice perioadei, anume: împământenire și indighenat. Cuvântul ”cetățenie”, ca atare, va apărea abia în Codul Civil Cuza.
În Regulamentul Organic al Moldovei, prevederile referitoare la dobândirea și conținutul cetățeniei (împământenire, indighenat) sunt cuprinse în Anexa Litera X, conform ediției citate. Aceleași prevederi se gǎsesc și în Regulamentul Organic al Țǎrii Românești, art. 379. Însǎ, până la unificarea legislativǎ, politicǎ și administrativǎ a celor douǎ Principate, nu se poate vorbi de o cetǎțenie românǎ, în sens strict.
Anexa Litera X
Pentru dritul împământenirei 
Art. I. Fieștecare strein de oricare credință creștinească, carile ar veni în țara această și ar dori să să folosească din dreptățile politicești a indighenatului, nu le va pute câștiga decât în putere unui document, întemeiet mai întăi pe socotința Obșteștii Obicinuitei Adunări. Cătră aceasta să vor păzi următoarele rânduieli.
Art. II. Noul venit strein ce ar dori să să împământenească în Moldova va fi dator, prin jalobă către ocârmuire, a însămna capitalurile lui, avere ce are aiure, cum și condiția sau meșteșugul său prin care ar pute să să facă folositori țării.
Art. III. După a domnului cerire, Obșteasca Obicinuită Adunare va cerceta toate titlurile și însușirile străinului și îi va faci raportul său.
Art. IV. Dacă, după asămine cercetare, dovezile ce ar fi înfățoșat streinul să vor găsi vrednice, atunce va pute acesta să întrebuințăzi capitalul său în feliuri de cumpărături de averi și va fi silitori ca prin lucrările și îndeletnicirile lui să deie dovezi de dostoinicia lui și a unui talent întru adevăr folositori țării. Cu asămine urmare în curgire de zăci ani, începători de la ziua carile va fi dat jaloba, și păzind de-a purure și neîncetat o purtare cinstintă, va câștiga diploma și întreaga împământenire după formile cerșute, va fi înscris în numărul pământenilor, să va bucura de toate dreptățile politicești și va fi întrebuințat de domnul în toate slujbile ce va fi destoinic a îndeplini, întrebuințându-să după treptăluiri ce va fi destoinic a îndeplini, întrebuințându-să după treptăluiri așazate prin Reglement, începând de la rangurile cele mai de gios.
După dobândirea dreptăților țivile, dacă nu va da dovezile cerșute prin acest art. al IV-lea, nu va pute dobândi și drepturile politicești; însă driturile politicești nu să vor pute dobândi decât de acei de credință pravoslavnică sau de acei ce o vor primi-o. Să înțălegi că aceasta nu privești pe soldații miliției pământești. 
Art. V. Dacă un strein va intra întru însoțire cu o pământeancă nobilă și va înfățoșa suspomenitele dovezi, atunce terminul neaparat cerșut pentru împământenire va fi micșorat la șapte ani, dar neavând zisele dovezi, însoțire cu o pământeancă numai nu-i dă dritul împământenirei.
Art. VI. Ce să atinge de streinii care să îndeletnicesc cu neguțătorie și industrie și ar dori să câștige numai dreptățile obicinuite a indighenatului și nu acele politicești, în ceasul ce să vor înscrie în breslile locului și să vor supuni la dările de piste tot anul a patentilor și a cheltuielilor comunale, vor fi de îndată înscriși în rândul pământenilor și să vor folosi de aceleși dreptăți ce sânt hărăzite neguțătorilor și meșterilor pământești.
Art. VII. Fiindcă această pravilă nu poate a ave lucrare pe vreme trecută, oricare strein care până în ziua de astăzi s-ar fi împământenit după obiceiul păzit până acum, să va folosi cu deplinătate de dreptatea sa ca și cum ar fi câștigat-o în putere aceștii pravili.
Art. VIII. Aceste dispoziții nu vor ave a lor aplicație la parte bisăricească. 
Din text rezultă faptulă că, la acea dată, se deosebea între două forme de cetățenie, una mica și una mare. Cea mică dădea posibilitatea de a exercita toate drepturile civile și comerciale, iar cea mare, numită și deplină, conferea inclusiv exercitarea drepturilor politice. 
Constantin Dissescu definește drepturile politice ca fiind acelea ”care se referă la exercițiul suveranității, prin mijlocul cărora cineva participă la guvernarea țării, luat acest cuvânt în sensul cel mai general”. Astfel, drepturi politice nu erau considerate doar cele electorale, ci și cele care permitea deținerea unei funcții în stat, dreptul de proprietate funciară (asupra moșiilor, terenurilor agricole, viilor, pădurilor). 
Codul Civil din 1864 completează și modifică segmentul legislativ referitor la cetățenie: elimină împământenirea mică și prevederea regulamentară privitoare la căsătoria cu o nobilă, introduce termenul de ”naturalisațiune” pentru a numi procedura prin care un străin dobândește cetățenia română, precizează foarte clar că exercițiul drepturilor civile nu depinde de calitatea de cetățean. Normele juridice despre care vorbim se gasesc în Cartea I Despre persoane, Titlul I Despre drepturile civili și despre naturalisațiune, articolele 6-16 și în Capitolul II Despre perderea drepturilo civili prin perderea calității de roman, articolele 17-20. 
Pierderea cetățeniei avea loc în următoarele cazuri, conform art. 17: prin naturalisațiune dobândită în țară străină (noi nu admiteam dubla cetățenie); prin primirea, fără autorizația guvernului român, a vreunei funcții publice de la un guvern străin; prin supunerea pentru oricât de puțin timp la vreo protecție străină. De asemenea, art. 19 spunea că românca ce se va căsători cu un străin, va urma condiția soțului ei dar, dacă devine văduvă, ea redobandește calitatea de româncă.